# 托法恩 (英國國會選區)
托法因（英語：Torfaen），英國國會一郡選區，包括威爾斯東南部托法因郡級自治市全部。始設於1983年。
本區自創設以來一直支持工黨。保羅·默菲在2010年大選中以44.8%選票勝出該區，自1987年起五度連任。